# Kirche von Roma (Gotland)

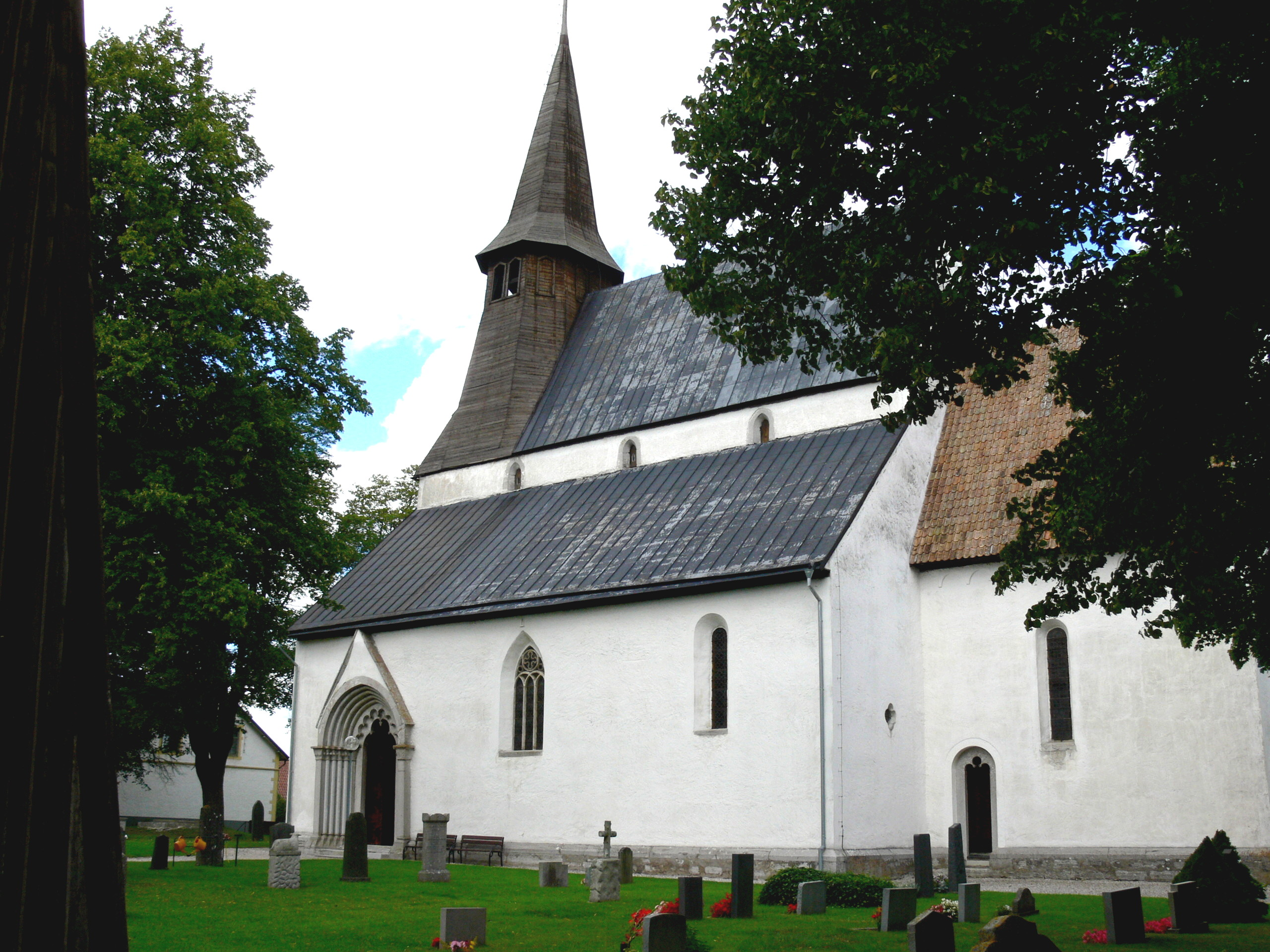
Kirche von Roma

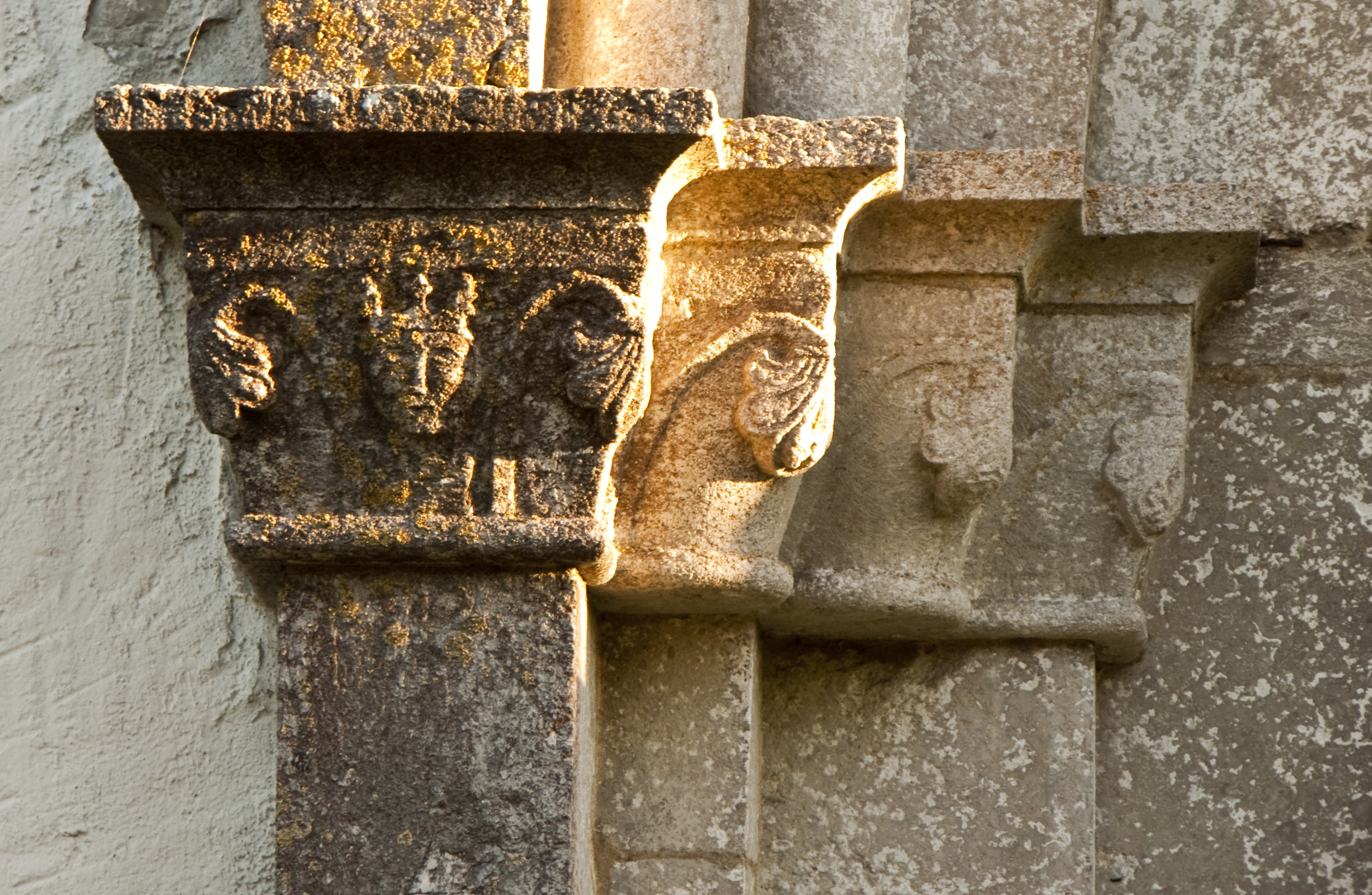
Nordportal des Langhauses

Die Kirche von Roma (schwedisch Roma kyrka) ist eine gotisch-romanische Landkirche auf der schwedischen Insel Gotland. Sie gehört zur Kirchengemeinde (schwed. församling) Roma im Bistum Visby.

## Lage
Die Kirche liegt in Lövsta, 15 km südöstlich von Visby, 3 km nordwestlich von Roma und 21 km nordöstlich von Klintehamn im Landesinnern Gotlands.

## Kirchengebäude
Die mittelalterliche Kalksteinkirche besteht aus einem dreischiffigen Langhaus mit einem schmaleren, gerade abschließenden Chor im Osten und einer Sakristei im Norden. Die Sakristei, der älteste Teil der Kirche, wurde ursprünglich an einen Apsischor aus der zweiten Hälfte des 12. Jahrhunderts angebaut. Die Steine der Apsis finden sich im heutigen Kirchenmauerwerk wieder. In der späteren Bauperiode, wahrscheinlich im 13. Jahrhundert, wurden Chor und Langhaus gebaut. Abweichungen in der Gewölbeform und die Fensterausformungen deuten darauf hin, dass die beiden westlichsten Gewölbe etwas später hinzukamen. Von außen gesehen ist die Kirche eine Basilika mit niedrigen Obergaden (Fensterebene des Mittelschiffs oberhalb der Seitenschiffe). Ein Dachreiter mit einer achteckigen Turmspitze, die eine Glockenebene unter einem Schutzdach enthält, krönt den Westgiebel. Der Chor ist durch ein niedrigeres Satteldach gedeckt und die Sakristei hat ein Pultdach.
Ein zugemauerter Torbogen in der Westmauer bezeugt einen geplanten, aber nicht ausgeführten Westturm. Die Kirche hat vier Portale zum Langhaus und ein fünftes zum Chor. Das Nord- und das Südportal des Langhauses haben die reichste Ausformung. Einer Steinfigur auf dem östlichen Chorgiebel mit Wasserspeier wird die Herkunft von einer älteren Kirche zugeschrieben. Das Rundfenster des Westgiebels mit Maßwerk aus gehauenem Kalkstein stammt aus den 1880er Jahren. Der Kirchenraum ist eine Hallenkirche, deren Mittelschiff etwas höhere Kreuzgewölbe als die Seitenschiffe hat. Das Langhaus hat neun Kreuzgewölbe, die von vier schweren Säulen getragen werden. Der Chor, der auch ein Kreuzgewölbe hat, wird durch die Gruppe aus drei Fenstern und ein Südfenster beleuchtet. In der nördlichen Mauer des Chors gibt es eine Nische mit einer geschnittener Umfassung aus Holz , ein Sakramentshaus  aus dem 13. Jahrhundert. Die neugotische Einrichtung der Kirche stammt von der Restaurierung aus dem Jahre 1902.

## Ausstattung
- Der Taufstein aus rotem Kalkstein  kommt stammt aus der Mitte des 13. Jahrhunderts.
- Die Epitaphia sind aus dem 17. Jahrhundert.
- Die Kanzel ist spätbarock und kommt vom Jahr 1737.  Sie ist vom Landeshauptmann Grönhagen gestiftet worden.
- Das heutige Altarretabel mit gemalten biblischen Figuren ist 1902 bei der Restaurierung gefertigt worden.  Das ältere Altarretabel wurde 1656 von Johan Bartsch gemalt und hängt heute im Langhaus.
- Die Orgel wurde 1873 von Åkerman & Lund Orgelbyggeri aus Stockholm gebaut. 1990 erfuhr die Orgel eine Renovierung durch J Künkels Orgelverkstad AB aus Färjestaden.

## Umgebung
- Neben der Kirche liegt der Pfarrgarten.
- Im Kirchhof steht ein Glockenstapel mit Glocken, die aus Altschwedendorf (Staroschwedske) in der Ukraine 1929 hierher überführt wurden.